# 远洋捕捞 (网络用语)
远洋捕捞，中国官方称为“违规异地趋利性执法”，是指一个行政区的执法机关违法违规从异地行政辖区抓捕民营企业家，查封、冻结、甚至划转外地企业和个人财产的行为，其目的主要是获得执法所得的财产。

## 简介
“远洋捕捞”一词原本是指渔船公海或他国专属经济区开展的渔业捕捞活动。这一词汇在2024年下半年开始被用来描述“违规异地趋利性执法”。
外界普遍认为，执法机关“远洋捕捞”的行为与2023年后中国大陆地方政府财政紧张有关。

## 案例
- 2024年8月，中国大陆媒体曝光了山东省成武县市场监督管理局执法人员张某威胁河北省一家公司的录音。张某称“（今年）5000万政绩完成了2100（万）了，还差2900（万）。”引发舆论哗然。[6][2]
- 2024年以来，许多在台湾网站“海棠文学城”发布耽美等类型小说的中国大陆网文作者遭到跨省抓捕。有消息称，2024年6月起，安徽省绩溪县警方跨省抓捕了超过50名该平台作者[7][8]。另有消息称，2025年上半年，甘肃兰州警方也跨省抓捕了多名该平台作者[9]。

## 评论
- 中共中央机关报《人民日报》2024年12月16日发表评论：“远洋捕捞”侵害民营企业家合法权益、侵蚀民营企业发展信心，是对法治的破坏[2]。
- 中华人民共和国农业农村部党委机关报《农民日报》2024年12月27日发表评论：“远洋捕捞”这一网络用语是对正常渔业捕捞活动的污名化[1]。